# ディアン
ディアン（アルメニア語: Դիան, ラテン文字転写: Dian）は、アルメニア共和国アラガツォトゥン地方タリン郡にある町。 2009年の国勢調査では、その人口は127人であった。

## 地理
アラガツォトゥン地方の西部、アラス川（トルコとの国境付近に端を発し、クラ川に流れ込む）の付近、海抜1,700mに位置している。アラガツォトゥン地方の中心部から37kmの位置にあり、以前はリアの名で知られていた。

## 気候
気候は山岳地帯にしては温暖であり、夏は暑く、比較的湿度が高くなる。ただし冬は寒く、常に積雪している。7月の平均気温は16°C～18°C、1月の平均気温は-6°C～-8°Cで変動する。年間降水量は450～600mm。